# Late-onset
Mit dem englischen Begriff late-onset („später Ausbruch“) werden in der Medizin Erkrankungen bezeichnet, die bei Patienten zu einem besonders späten Zeitpunkt auftreten. Man spricht beispielsweise von einer late-onset Diabetes Typ II („Altersdiabetes“), wenn davon ein vergleichsweise alter Patient betroffen ist.

## Definition
Für den Begriff late-onset gibt es keine einheitliche Definition. Der Zeitraum, wann von einem late-onset gesprochen wird, ist von Krankheit zu Krankheit sehr unterschiedlich.
Von einem late-onset Adrenogenitales Syndrom spricht man beispielsweise, wenn es aufgrund einer Restaktivität der betroffenen Enzyme nicht bei der Geburt, sondern erst nach Jahren durch eine Pseudopubertas praecox, also die vorzeitige Entwicklung der sekundären Geschlechtsmerkmale im Grundschulalter, oder gar Zyklusstörungen im Erwachsenenalter zutage tritt. Dagegen ist eine late-onset Sepsis gegeben, wenn die Erkrankung nach dem dritten Lebenstag auftritt.
Late-onset Asthma ist ab dem dritten Lebensjahr definiert.
Late-onset Alkoholiker beispielsweise beginnen erst in höherem Alter, ab dem 45. Lebensjahr, zu trinken. Dies häufig nach einem eingreifenden Lebensereignissen, wie zum Beispiel der Verlust des Lebenspartners.
Das Gegenteil von late-onset-Erkrankungen sind early-onset-Erkrankungen („früher Ausbruch“). Während bei early-onset Erkrankungen sehr häufig genetische Prädispositionen eine wichtige Rolle spielen, ist dies bei late-onset Erkrankungen nicht der Fall.